# Kirstin Eliasen
Kirstin Eliasen, født 1956, er en dansk middelalderarkæolog, tidl. museumsleder på Nyborg Slot og afdelingsleder på Sydvestjyske Museers antikvarisk afdeling i Ribe og nuværende redaktør på værket Danmarks Kirker. Bor i Nyborg.
Eliasen er ansat på Nationalmuseet i afdelingen for Middelalder, Renæssance og Numismatik.
Hun er uddannet fra Aarhus Universitet i middelalderarkæologi.
Eliasen var fra 2002-2008 museumsleder på Nyborg Slot, fra 2008-2010 afdelingsleder af Sydvestjyske Museer og fra 2010-2011 leder af Museet på Sønderskov.
Kirstin Eliasen står bag mere end 20 publikationer om middelalderarkæologi og -historie, blandt andet et omfattende forfatterskab om Danmarks kirker. Mange publikationer er knyttet Nyborg og omegn.
Eliasen har flere bestyrelsesposter og tillidshverv i internationale fora, der fokuserer på borge, bevaring og middelalderarkæologi, blandt andet er hun medlem af Det Videnskabelige Råd, "Der Wissenschaftliche Beirat der deutschen
Burgenvereinigung" (den tyske borgforening).